# Monika Pauderer

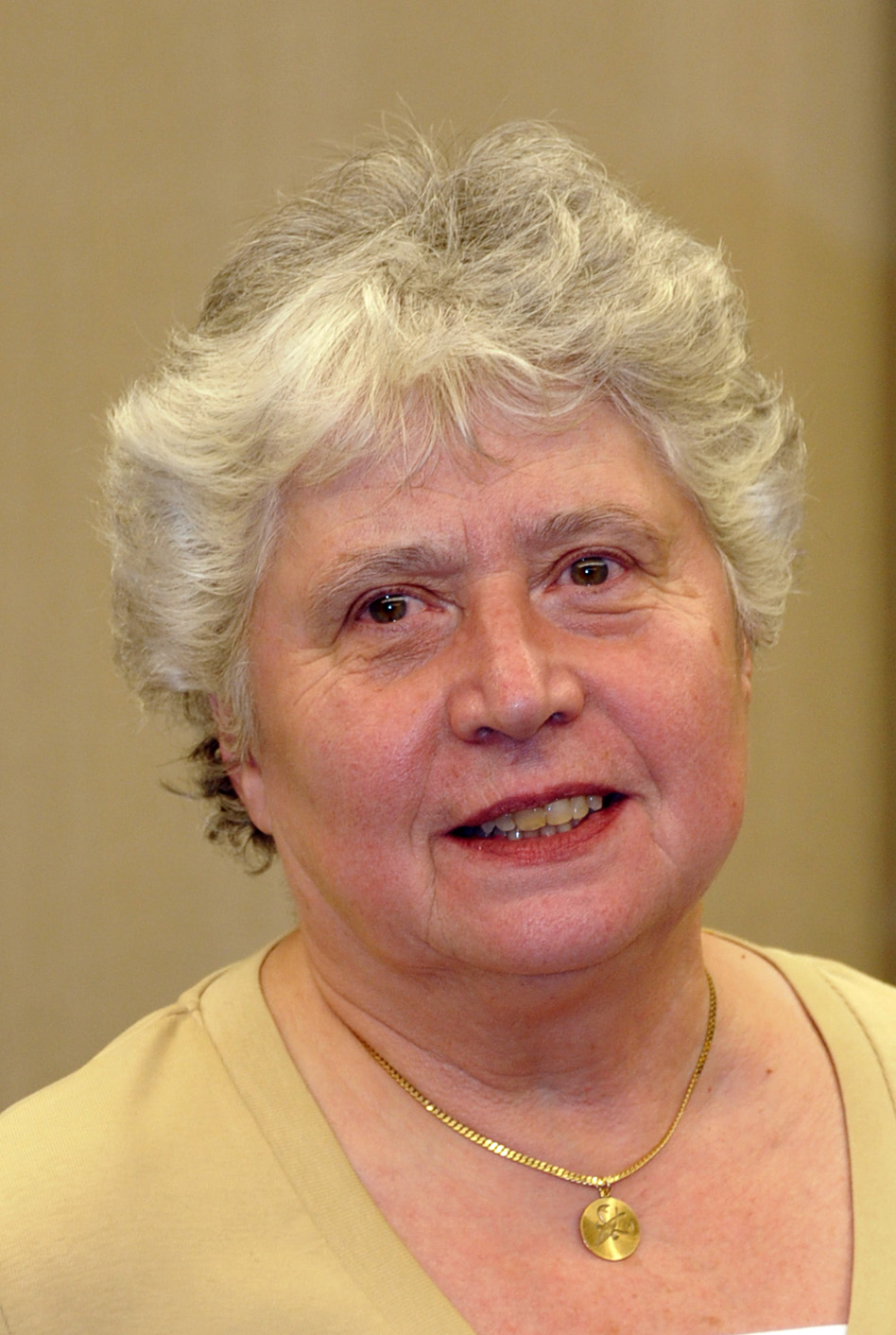
Monika Pauderer, 2008

Monika Pauderer (* 14. Juli 1940 in Engelsberg, Nordmähren) ist eine deutsche Schriftstellerin, die in bairischer Mundart veröffentlicht.

## Werdegang
Monika Pauderer wurde im nordmährischen Engelsberg geboren und kam 1945 nach Vertreibung nach Bad Aibling. Von 1953 bis 1956 besuchte sie die Städtische Mädchenmittelschule in Rosenheim und arbeitete später als Arztsekretärin. Seit ihrer Heirat 1960 lebt sie in München.
Ihren ersten Roman verfasste sie im Alter von zehn Jahren in drei Doppelheften. Seit 1976 ist sie literarisch tätig. Sie veröffentlichte in Zeitungen und Zeitschriften. Seit 1983 erschienen über 30 Bücher. 2001 wurde sie in die Literatenvereinigung der Münchner Turmschreiber aufgenommen.

## Werke
- 1983: Windfandl, Bayerland-Verlag, Dachau, ISBN 3-922394-22-1.
- 1985: Kerzenliacht, Bayerland-Verlag, Dachau, ISBN 3-922394-43-4.
- 1986: Weiß-blaue Konfetti, Bayerland-Verlag, Dachau, ISBN 3-922394-95-7.
- 1988: Spinnawebn, Bayerland-Verlag, Dachau, ISBN 3-89251-039-3.
- 1988: An guadn Gsund, Bayerland-Verlag, Dachau, ISBN 3-89251-034-2.
- 1989: Sternastaub, Bayerland-Verlag, Dachau, ISBN 3-89251-067-9.
- 1989: Pfundige Ferien, Bayerland-Verlag, Dachau, ISBN 3-89251-066-0.
- 1990: Am End vom Regenbogen, Bayerland-Verlag, Dachau, ISBN 3-89251-074-1.
- 1991: Das kleine große Wunder – zusammen mit Maria Jelen, Bayerland-Verlag, Dachau, ISBN 3-89251-114-4.
- 1992: Wind vom Droad, Bayerland-Verlag, Dachau.
- 1994: Christrosen, Bayerland-Verlag, Dachau, ISBN 3-89251-180-2.
- 1994: Von heut und selbigmal, Turmschreiber-Verlag, Pfaffenhofen, ISBN 3-930156-18-0.
- 1996: O mei, die Männer!, Bayerland-Verlag, Dachau, ISBN 3-89251-227-2.
- 1997: Winterzauber Weihnachtszeit, Bayerland-Verlag, Dachau, ISBN 3-89251-256-6.
- 1997: Ja, ja, die Weiberleit, Bayerland-Verlag, Dachau, ISBN 3-89251-240-X.
- 2000: Ja, da legst di nieder!, Bayerland-Verlag, Dachau, ISBN 3-89251-292-2.
- 2001: Wunderweiße Lichterzeit,  Bayerland-Verlag, Dachau, ISBN 3-89251-314-7.
- 2001: Was Freude macht, Bayerland-Verlag, Dachau, ISBN 3-89251-308-2.
- 2002: Das schönste Christkindl, Bayerland-Verlag, Dachau, ISBN 3-89251-327-9.
- 2003: Feuer, Flamme, Wasser marsch!, Bayerland-Verlag, Dachau, ISBN 3-89251-329-5.
- 2003: Mach deine Jahre dir zu Freunden, Turmschreiber-Verlag, Pfaffenhofen, ISBN 3-930156-81-4.
- 2003: Gartenlust und Gartenfrust – Herausgeber Herbert Schneider, Bayerland-Verlag, Dachau, ISBN 3-89251-332-5.
- 2005: Eiskalt dawischt, Turmschreiber-Verlag, Pfaffenhofen, ISBN 3-930156-93-8.
- 2005: Flockentanz und Sternenglanz, Bayerland-Verlag, Dachau, ISBN 3-89251-360-0.
- 2008: Auf heißer Spur, Turmschreiber-Verlag, Pfaffenhofen, ISBN 978-3-938575-07-9.
- 2009: Jetzt kommt die schönste Zeit im Jahr, Bayerland-Verlag, Dachau, ISBN 978-3-89251-408-4.
- 2010: Fremde Schritte im Dunkel der Nacht, Turmschreiber-Verlag, Husum, ISBN 978-3-938575-19-2.
- 2011: Ein gemeinsames Leben, Verlag Sankt Michaelsbund, München, ISBN 978-3-920821-62-7.
- 2011: Es war a wundersame Nacht, Bayerland-Verlag, Dachau, ISBN 978-3-89251-429-9.
- 2012: Jenseits der dunklen Wege, Edition Töpfl, Tiefenbach, ISBN 978-3-942592-05-5.
- 2013: Schachterlteife – Stehaufmanndl: Was Lustigs mit und ohne Bart, Turmschreiber-Verlag, Husum, ISBN 978-3-938575-30-7.
- 2013: Spitzbuam, Schlitzohrn, kleine Gauner, Bayerland-Verlag, Dachau, ISBN 978-3-89251-442-8.
- 2014: Räuchermanndl und Weihnachtsgansl, Bayerland-Verlag, Dachau, ISBN 978-3-89251-459-6.
- 2015: Glück und Glas – Liebes- und Lebensgeschichten, Edition Töpfl, Tiefenbach, ISBN 978-3-942592-21-5
- 2016: Jetzt schlagt's 13!, Turmschreiber-Verlag, Husum; ISBN 978-3-938575-43-7
- 2018: Traumprinz gesucht, Himmelbett vorhanden, Edition Töpfl, Tiefenbach, ISBN 978-3-942592-31-4
- 2018: Schneestern, Zimtstern, Weihnachtsstern, Turmschreiber-Verlag, Husum; ISBN 978-3-938575-51-2
- 2020: Meine Zeit hat viele Farben, Edition Töpfl, Tiefenbach, ISBN 978-3-942592-40-6
- 2021: Funkenflug und Strohfeuer, Edition Töpfl, Tiefenbach, ISBN 978-3-942592-45-1

## Auszeichnungen
- 2010 Bayerischer Poetentaler der Münchner Turmschreiber